# Octave Houdas
Octave Victor Houdas (Outarville, 1840 — Paris, 1916) foi um etnógrafo, tradutor e professor especialista em árabe literal, que lecionou na Escola de Línguas Orientais de Paris na segunda metade do século XIX e início do século XX. Herdeiro do orientalismo filológico, foi o primeiro a dedicar-se aos textos do Islão africano.

## Biografia
Acompanhando os seus pais na Argélia, é lá que Houdas faz os seus estudos secundários e é lá que passa o essencial da sua carreira. Nomeado professor de francês no colégio imperial de Argel, conquista a cadeira de árabe em 1863. No ano seguinte, as necessidades das suas aulas levam-no a editar o texto árabe de 64 suras do Alcorão. Em 1877 é nomeado para a cadeira superior de Argel. As suas publicações dessa época são manuais escolares de sucesso.
É depois nomeado para professor Jacques Auguste Cherbonneau, inspetor geral do ensino de árabe na Argélia e na Tunísia (inspetor das medersas madrassas, nas quais ele impõe o uso do árabe clássico). Em 1880, dirige a secção oriental da Escola de Letras de Argel. Contestado pelos seus pares, abandona a Argélia em 1881 e vai para a Tunísia, onde acompanha Marie Joseph René Basset, então com quinze anos, seu discípulo em estudos arqueológicos.
De regresso à Argélia em 1882, é nomeado em 1884 para a cadeira de árabe vulgar na Escola de Línguas Orientais em Paris. Nesse mesmo ano abandona a sua cadeira de língua e literatura árabe a favor de René Basset.
Os seus trabalho orientam-se então para a tradução de obras que vão do “Tuhfat al-Hukkam fi nukat al 'Ukud wa-l-ahkam” (um tratado de direito muçulmano), de ibne Acém[a] aos hadiths de al-Bukhari, passando por textos históricos muçulmanos, nomeadamente alguns provenientes do Sudão (desconhecidos até então no Ocidente) ou do Níger. Em correspondência com  Charles Barbier de Meynard, propõe uma simplificação da tipografia dos textos árabes impressos. Entre as suas publicações na Escola de Línguas Orientais, destaca-se ainda uma história de Marrocos, extraída de Abu'I Qasim ez-Zayuani, da história da dinastia saadiana, bem como uma história da conquista da península Ibérica por ibne Alcutia.[carece de fontes?]
Em 1907, a sua filha Alice casa com o seu aluno preferido, o africanista Maurice Delafosse, que Houdas assiste nos seus trabalhos de tradução.
Octave Houdas foi membro residente do Comité de Trabalhos Históricos e Científicos e membro da Sociedade de Etnologia Francesa. Está sepultado em Boulogne-Billancourt, no Cemitério Pierre Grenier, a sua filha, o seu genro e os filhos destes.[carece de fontes?]

## Obras
- Histoire de Djouder le pêcheur, 1865; nova tradução a partir da de Auguste Cherbonneau e Édouard Thierry, em linha (visitado em 4 de novembro de 2013). Republicada por Adolphe Jourdan em 1908.
- Cours élémentaire de langue arabe. Gavault Saint-Lager, 1875 e 1879.
- Mission scientifique en Tunisie: 1882, com René Basset, Fontana, 1884.
- Traité de droit musulman : La Tohfat d'Ebn Acem. Tradução da obra de Muḣammad ibn Muḣammad (aliás Ibn ʻĀsim), com Félix Martel. Gavault Saint-Lager, 1882, 918 páginas.
- Ethnographie de l'Algérie, Adrien Maisonneuve, 1886, 124 páginas. em linha (visitado em 4 de novembro de 2013) na Biblioteca Nacional de França.
- Nozhet-elhadi. Histoire de la dynastie saadienne au Maroc. Par Mohammed Essighir Ben Elhadj Ben Abdallah Eloufrâni. Texto em árabe e tradução de Octave Houdas. Paris. E. Leroux, 1886.
- Syllabaire de la langue arabe. Maisonneuve et C. Leclerc, 1889, 44 páginas.
- Chrestomathie maghrébine, recueil de textes arabes inédits, avec vocabulaires. Ernest Leroux, Paris, 1891.
- Chimie au moyen âge, traduction des traités de Cratès, d'el-Habîb, d'Ostanès et de Djâbir ben Hayyân, com Marcellin Berthelot. 1893.
- Les traditions islamiques, de Muammad ibn Ism'l al-Bukhari, com William Marçais. Publication de l'Ecole des Langues orientales. 1903 a 1914, 4 volumes. Reeditada por BiblioBazaar em 2009. ISBN 1-117-63451-5, 978-1-11763451-7
- Nozhet-Elhâdi : histoire de la dynastie saadienne an Maroc, 1511-1670, de Muḥammad al-Ṣaghīr ibn al-Ḥājj e Muḥammad Ifrānī. Reeditado por Publications orientalistes de France, 1973.
- Histoire du sultan Djelal Ed-din Mankobirti par Mohammed en Nesawi. 1891-1895. em linha (visitado em 4 de novembro de 2013) em " L'antiquité grecque et latine Du moyen âge" (remacle.org).
- Coleção Centenaire de l'Ecole des langues orientales vivantes : Recueil de mémoires publié par les professeurs de l'école : 1795-1895. Octave Houdas, Un jurisconsulte musulman du IIIe siècle de l'Hégire. ENLOV / Imprimerie nationale, 1895, in Fragments d'une histoire des études chinoises au XVIIIe siècle - Un jurisconsulte musulman du IIIe siècle de l'Hégire (Sehnoûn) - La typographie dans les pays roumains.
- Précis de grammaire arabe. J. André & Cie, 1897, 261 páginas.
- Tarikh es-Soudan ou Chroniques de Tombouctou, de Abderrahman ben Abdallah ben'Imran ben 'Amir Es-Sa'di. Texto árabe traduzido por Houdas com a colaboração de Edm. Benoist. 1898-1900. Reeditado em 1981 por Adrien Maisonneuve (ISBN 978-2-7200-0495-7
- Tedhkiret en-Nisyân, tradução. 1899-1901.